# 恋の雪別れ
「恋の雪別れ」（こいのゆきわかれ）は小柳ルミ子の10枚目のシングル。ワーナー・パイオニアから1973年11月10日に発売された。

## 概要
これまで小柳のシングルレコードで最も多くの作詞を手がけてきた安井かずみが携わった最後のシングルである。

## 収録曲
1. 恋の雪別れ (3分16秒)
作詞：安井かずみ／作曲：平尾昌晃／編曲：森岡賢一郎
2. ながさき日記 (3分01秒)
作詞：なかにし礼／作曲：平尾昌晃／編曲：森岡賢一郎